# Сценічна мова
Сцені́чна мо́ва — один із основних засобів театрального втілення драматургічного твору: володіючи майстерністю сценічної мови, актор розкриває внутрішній світ, соціальні, психологічні, національні, побутові риси вдачі персонажа. Техніка сценічної мови — істотний елемент акторської майстерності; вона пов'язана із звучністю, гнучкістю, об'ємом голосу, розвитком дихання, чіткістю і ясністю вимови (дикцією), інтонаційною виразністю. Сцені́чна мо́ва — один з основних професійних засобів виразності актора. Входить в основний курс навчання акторській майстерності. Комплексне навчання передбачає перехід від побутової, спрощеної мови, властивої більшості абітурієнтів, до виразного яскравого сценічного звучання голосу актора. Навчання сценічній мові нерозривно пов'язане з формуванням пластичної свободи, розвитком еластичності і рухливості дихальної і голосової апаратури, вдосконаленням мовного слуху, постановкою голосу.
Сценічне мовлення — це не спонтанне, а, навпаки, — підготовлене мовлення. Живим словом актор створює мовну характеристику персонажа, передає його почуття, внутрішній стан. Різні сценічні обставини, темпоритм ролі, вистави тощо зумовлюють і акторську вимову. На сцені природно співіснують різні функціональні стилі усної мови — діловий, художній і розмовний. Умови функціонування мови в театрі настільки підпорядковані вимогам сценічної практики, що варто говорити про своєрідний, окремий сценічний стиль мовлення.

## Еволюція сценічного мовлення
Характер і стиль сценічного мовлення змінювалися і розвивалися упродовж усієї історії театру, виходячи з конкретних умов, акторських шкіл і творчих напрямів. Так, закони еллінської класичної декламації були сформовані структурними особливостями античної драми, архітектурою театральних споруд, що вміщували декілька тисяч глядачів. Спектаклі влаштовувалися на відкритих площадках (звісно, не було ніяких мікрофонів та інших посилювачів голосу). У європейському сценічному мистецтві, починаючи з епохи класицизму, особливості еллінської декламації були поглиблені та частково змінені. Вони трансформувалися в строгий канон урочисто-підведеної, акцентовано-ритмізованої, співучої манери вимови тексту, що супроводжується широким статичним жестом, який власне і підкреслює умовність сценічної мови.
Розвиток романтичного, а потім реалістичного і особливо натуралістичного театру звело в ранг закону зближення сценічної мови з розмовною, надаючи їй певну подібність, схожість до життя, реальної дійсності. Це відкрило перед акторами величезні творчі можливості: передачу через індивідуалізовану мову складних відтінків характерів і психології персонажів, їх соціального положення, біографії. Відмова від декламаційного канону сформувала нові принципи сценічної мови, нерозривно пов'язаної з художньою логікою конкретного спектаклю. Додаткові творчі можливості відкрилися і завдяки становленню і розвитку режисерського театру, що обумовлює величезну різноманітність потрактувань сценічних творів.

## Розвиток сценічного мовлення в Україні
Українське сценічне мовлення бере свій початок ще з кінця XIX ст., проте говорити про орфоепічні норми української мови цього періоду можна лишу умовно. Оскільки заслуга видатних діячів українського дожовтневого театру полягала саме в тому, що на сцені вони підносили народнорозмовну мову на рівень літературної. Своїм талантом вони стверджували красу, мелодійність, життєвість народної мови. «Багатьма людьми культура української усної літературної мови (її орфоепії, мелодики) пізнавалися саме через цей театр (театр корифеїв)»,— відзначає І. К. Білодід. Боротьба за доступність, правильність і чистоту мови була боротьбою за українське реалістичне мистецтво. Український театр, як театр глибоко народний, спирався на традиції народної усної мови. Це природний, закономірний шлях. М. Л. Кропивницький, М. К. Заньковецька,  М. К.  Садовський, П. К. Саксаганський вчились у народу, а їхні сучасники і наступники наслідували видатних майстрів сцени. Так, багато актрис наслідувало вимову Н. М. Ужвій, переймало мелодійність її інтонацій, вчилося співучості та поетичності мови, і навіть її характерне «завше» стало поширеним. Тому при оцінці сучасної практики сценічного мовлення треба зважати на тенденції розвитку усного літературного мовлення і на вироблення певних норм сценічної мови.
Насамперед треба відзначити, що не всі наші театри дотримуються єдиних художньо-мовних принципів, які визначають загальний рівень і критерії високої культури сценічної мови. Часом строкатість, безбарвність, невиразність акторського слова, діалектизми, неправильні наголоси, взагалі порушення вимови звуків справляють враження, так би мовити, мовної еклектики. Особливу увагу треба звернути на дотримання орфоепічних норм української літературної мови. Проте незважаючи на прагнення уніфікувати норми, і сьогодні існують декілька варіантів українського сценічного мовлення.

## Варіанти українського сценічного мовлення
На специфіку існування кількох варіантів зразкової вимови на сцені вказував у праці «Русское сценическое произношение» (М., 1948, с. 27) Г. Винокур: «Навіть зразкова вимова не може бути завжди абсолютно однаковою. Характер втілюваного образу, тема того, про що говориться, темп мовлення, той чи інший ступінь схвильованості мовця — все це може створювати у взірцевій вимові допустимі варіанти, невідомі, наприклад, вимові кафедрально-академічній».
Так, наприклад, в українському театрі нерідко можна почути виразну вимову ненаголошених звуків «е» та «и», що, очевидно, можна пояснити намаганням якомога чіткіше відтворити зі сцени фонетичний зміст слова. Відомо, що ступінь наближення ненаголошеного «е» до «и» та ненаголошеного «и» до «е» не в усіх позиціях слова однаковий. Він залежить від темпу мовлення, від характеру логічного та емоційного виділення складів і слів у цілому. І тому чітка вимова голосних «е» та «и» в ненаголошеній позиції може бути оцінена як варіантна літературна сценічна вимова, наприклад: бачиш, передав, пишатися; весні, живеш, перелякався, рибалку; великий, легких, листа, мистецтва, перекладачка; збирати, одинадцять, перетворився, плети, починаю; забирай, перешкоди, принесете, тягнеш.
Інша річ акання, яке нерідко спостерігається в акторському мовленні. Найчастіше ця помилка трапляється в акторів Чернігівського та Полтавського театрів: без агля́дки, бая́лася, вади́в, друка́ркаю, задаво́лений, касмона́втів, падря́пав; вана́, кали́, каме́дія, каха́ння, магла́, молада́, неспаді́вано, табі́.
Поширена в усному мовленні помилка в слові «інтелегентний» проникає і на театральну сцену.
Наголошений звук «е» у вимові акторів часто широкий, відкритий і довгий, що теж становить відхилення від літературної норми: [пе:нсію], [кле:й].
Одна з особливостей вимови приголосних звуків в українській орфоепії — це збереження їх дзвінкості в кінці слів і складів перед глухими приголосними. Однак це правило часто порушується в мовленні. Причому оглушують дзвінкі приголосні не тільки вихідці з південно-західного діалектного ареалу, а й актори інших областей. Так, оглушуються дзвінкі приголосні в кінці слів: виноград, вниз, писав; вихід, віз, спосіб; вигляд, через, штаб; гаразд, душогуб, заходь, рад; відповідь, зараз, осіб; — а також у середині слів: випадково, відбій, казки, передбачені, рідко, свідка; абсолютну, відпустка, підпис, швидко; відбиратиму, медсестра, тезка; будка, ворожкою, мотузка, підсумки; відкрила, зв'язки, слідчий.
Нерідко можна почути м'яку вимову губних звуків перед «я», «ю», «є», що є порушенням орфоепічної норми, оскільки в українській мові губні вимовляються твердо. На письмі у словах: пам'ятників, п'ятий, п'ятдесят; дев'ятсот; зв'язку; дев'ятій, люб'язність, на м'яті це позначається апострофом.
Не за одним правилом актори вимовляють африкати «дж», «дз», які звучать або як окремі «д» + «ж», «д» + «з»: народжуватись, піджмурки; зраджували, ненавиджу; від'їжджають, погоджуйся, пораджу; виходжу, — або як фрикативні «ж», «з»: знаходжу, приїжджай, ходжу; сиджу.
Зрідка чуємо замість м'якого «т» звук «ц» в словах звуть, Катю, скажіть.
Одним із значних недоліків культури мови акторів є неправильні наголоси: важливі́шого, вида́тного, о́цінку, принесе́мо, про́шу розторгнути шлюб; а́ле, визнає́мо, збереже́те, зовсі́м, пасо́вища, піде́те, пове́рсі, прине́сла, сі́мдесят; а́вторів, ви́разно, завданні́, захво́ріла, ма́ра, навчання́, при́йду, сільськогоспо́дарського, собо́лячу; на́стій, не́нависті, са́мі.
У наш час, коли зростає загальна культура людини, культура її літературного мовлення, не можна припустити будь-якої мовної мішанини, плутання норм літературних мов, особливо коли йдеться про слово в театрі. Прикладом такої сплутаної російської і української вимови можуть бути випадки: Айболит, двух, життєрадосності, здравствуй, четири; «не» замість «ні», «трудностів» замість «труднощів», «человік» замість «чоловік»; «іго» замість «його», «слушай» замість «слухай».
Природно розвиваючись в загальному руслі тенденцій літературної мови, сценічна мова має свої особливості, що пов'язані з передачею усної традиції, впливом особистості художника в орфоепічній і особливо інтонаційній сфері мови закономірною змінністю усталених законів сценічної мови. 

## Основні вимоги до техніки сценічного мовлення
У комплекс основних вимог до техніки сценічного мовлення, окрім бездоганної дикції, входять: м'язова свобода і активність гортані і глотки; підвищена витривалість голосу, що дає можливість зберігати виразність і звучність за найрізноманітніших психофізичних навантажень; благозвучність тембрової системи і темброва рухливість, що обумовлюють уміння використовувати широку гаму обертонів; об'ємність — здатність говорити досить чутно в залах для глядачів будь-яких розмірів і долати складні акустичні умови; об'єм звуко-висотного діапазону; глибина і об'ємність голосу. При цьому наявність загальних вимог і системного підходу до навчання в обов'язковому порядку поєднується з пошуком і розвитком індивідуальних голосових особливостей кожного з майбутніх акторів, що не суперечать його психофізичним даним, а навпаки підкреслюють його особливості і збагачують його природу. 